# Zbór Kościoła Zielonoświątkowego w Koninie
Zbór Kościoła Zielonoświątkowego w Koninie – zbór Kościoła Zielonoświątkowego w RP znajdujący się w Koninie, przy ulicy Noskowskiego 1A.
Nabożeństwa odbywają się w niedzielę o godzinie 10:00 i od poniedziałku do soboty o godzinie 19:00. 